# Célestin du Pont
Jacques-Marie-Antoine-Célestin du Pont, francoski rimskokatoliški duhovnik, škof in kardinal, * 2. februar 1792, Iglesias (Italija), † 26. maj 1859.

## Življenjepis
Septembra 1815 je prejel duhovniško posvečenje.
3. maja 1824 je bil imenovan za pomožnega škofa Sensa in naslovnega škofa Samosata; škofovsko posvečenje je prejel 29. junija 1824.
9. maja 1830 je bil imenovan za škofa Saint-Diéja; potrjen je bil 5. julija istega leta.
1. maja 1835 je bil imenovan za nadškofa Avignona; potrjen je bil 24. julija istega leta.
15. decembra 1841 je bil imenovan za nadškofa Bourgesa; potrjen je bil 24. januarja 1842 in ustoličen je bil 15. marca istega leta.
11. junija 1847 je bil povzdignjen v kardinala in imenovan za kardinal-duhovnika S. Maria del Popolo.
Umrl je 26. maja 1859.